# 로디나
로디나(러시아어: Родина, 영어: Rodina)는 2003년 러시아 총선을 앞두고 드미트리 로고진, 세르게이 글라지예프, 발렌틴 바레니코프 등이 모여 창당한 러시아의 정당이자, 정치 블록이다. 로지나는 러시아어로 조국을 뜻한다.

## 역사
로디나는 2003년 두마 총선에서 9.2%를 득표하며, 450석 중 37석을 차지하였다. 이후 로디나는 푸틴의 정책에 대체로 찬성하는 모습을 보이며, 푸틴의 영향력을 강화하는 데 큰 도움을 주었다. 2004년 러시아 대선에서는 대선 후보를 내는 대신 푸틴 대통령을 지지하는 당론을 모았는데, 이에 반발한 세르게이 글라지예프 공동 대표가 한동안 로디나를 탈당하는 일이 벌어지기도 하였다. 2005년 1월 13일에는 러시아 자유민주당, 러시아 연방 공산당과 합작해 "종교 및 인종적인 모든 유대인 단체들의 활동을 금지시켜 달라"는 청원서를 검찰 당국에 보냈는데, 오히려 유대계의 반발이 거세지자, 청원서에 서명한 의원들이 이와 관련해 해명하는 일이 벌어졌다.
2005년 1월 21일, 로고진을 비롯한 4명의 로디나 의원들은 개정 연금법에 대한 항의 시위를 벌이며, 한동안 단식투쟁을 벌였다.
2005년 로디나의 대변인, 세르게이 부틴이 9명의 측근 의원들과 함께 로디나를 탈당하자, 정치적 위기를 느낀 로고진 대표는 세르게이 글라지예프 전 공동대표에게 로디나로 다시 돌아올 것을 요청하였고, 글라지예프가 그의 제안을 수락해 로디나는 분열 위기에서 벗어나게 되었다.
2005년 모스크바 시의회 선거를 앞두고 발표된 로디나의 홍보물은 인종주의 논란을 부추겼는데, 이 홍보물은 4명의 카프카스인들이 수박껍질을 아무데나 버리는 모습과, 로디나 로고와 함께 '모스크바를 쓰레기로부터 깨끗이 합시다'라는 선전문구가 담겨 있다. 이에 러시아 모스크바 시법원은 로디나가 만든 홍보물에 러시아 내 민족간 불화를 조장하는 내용이 담겼다면서 시의회 선거에 출마하려는 모든 로디나 소속 후보들의 등록을 취소한다고 판결했다.
로고진 대표는 법원의 판결에 불복, 항소하였으나, 법원은 로고진의 항소를 기각하였다.
일각에서는 로디나가 시의회 선거 여론 조사에서 25%의 지지율을 기록하며 통합러시아당을 크게 위협한 것이 로디나 후보 등록의 취소의 진짜 이유라고 주장하였다.
이후 로디나의 지지율은 크게 하향세를 보였고, 2006년 드미트리 로고진은 대표직에서 물러났다.
2006년 10월 28일, 로디나는 자유주의 성향의 생명 러시아당, 연금 생활자들의 지지를 받던 연금당 등과 함께 합당해 공정 러시아를 성립하였고, 역사속으로 사라졌다.

## 재창당
2012년 10월 29일, 알렉세이 주라블요프 국가 두마 의원은 로디나 재창당을 선언하였고, 이 당은 2013년 러시아 지방의회 선거에서 20석을 확보하였다.

## 역대 선거 결과

### 대통령 선거
| 선거명                    | 후보                                                                       | 득표율                                                                     | 득표수                                                                     | 당락 |
| ------------------------- | -------------------------------------------------------------------------- | -------------------------------------------------------------------------- | -------------------------------------------------------------------------- | ---- |
| 2004년 러시아 대통령 선거 | 세르게이 글라지예프                                                        | 2,850,063                                                                  | 4.10%                                                                      | 낙선 |
| 2008년 러시아 대통령 선거 | 당은 공정 러시아 ― 애국자 ― 진실을 위하여에 속했고 선거에 참여하지 않았다. | 당은 공정 러시아 ― 애국자 ― 진실을 위하여에 속했고 선거에 참여하지 않았다. | 당은 공정 러시아 ― 애국자 ― 진실을 위하여에 속했고 선거에 참여하지 않았다. | 없음 |
| 2012년 러시아 대통령 선거 | 당은 공정 러시아 ― 애국자 ― 진실을 위하여에 속했고 선거에 참여하지 않았다. | 당은 공정 러시아 ― 애국자 ― 진실을 위하여에 속했고 선거에 참여하지 않았다. | 당은 공정 러시아 ― 애국자 ― 진실을 위하여에 속했고 선거에 참여하지 않았다. | 없음 |
| 2018년 러시아 대통령 선거 | 블라디미르 푸틴                                                            | 56,430,712                                                                 | 76.69%                                                                     | 당선 |

### 총선
| 년도 | 의석 수                                                                    | 득표수                                                                     | 득표율 |
| ---- | -------------------------------------------------------------------------- | -------------------------------------------------------------------------- | ------ |
| 2003 | 38 / 450                                                                   | 5,470,429                                                                  | 9.02%  |
| 2007 | 당은 공정 러시아 ― 애국자 ― 진실을 위하여에 속했고 선거에 참여하지 않았다. | 당은 공정 러시아 ― 애국자 ― 진실을 위하여에 속했고 선거에 참여하지 않았다. | 없음   |
| 2011 | 당은 공정 러시아 ― 애국자 ― 진실을 위하여에 속했고 선거에 참여하지 않았다. | 당은 공정 러시아 ― 애국자 ― 진실을 위하여에 속했고 선거에 참여하지 않았다. | 없음   |
| 2016 | 1 / 450                                                                    | 792,226                                                                    | 1.53%  |
| 2021 | 1 / 450                                                                    | 450,437                                                                    | 0.80%  |

## 같이 보기
- 러시아의 정당